# Menahga
Menahga és una població dels Estats Units a l'estat de Minnesota. Segons el cens del 2000 tenia 1.220 habitants.

## Demografia
Segons el cens del 2000, Menahga tenia 1.220 habitants, 491 habitatges, i 282 famílies. La densitat de població era de 126,6 habitants per km².
Dels 491 habitatges en un 25,9% hi vivien nens de menys de 18 anys, en un 45% hi vivien parelles casades, en un 9,4% dones solteres, i en un 42,4% no eren unitats familiars. En el 37,7% dels habitatges hi vivien persones soles el 20,6% de les quals corresponia a persones de 65 anys o més que vivien soles. El nombre mitjà de persones vivint en cada habitatge era de 2,22 i el nombre mitjà de persones que vivien en cada família era de 2,98.
Per edats la població es repartia de la següent manera: un 23,8% tenia menys de 18 anys, un 5,6% entre 18 i 24, un 20,2% entre 25 i 44, un 17,4% de 45 a 60 i un 33,1% 65 anys o més.
L'edat mediana era de 46 anys. Per cada 100 dones de 18 o més anys hi havia 78,5 homes.
La renda mediana per habitatge era de 22.232 $ i la renda mediana per família de 30.288 $. Els homes tenien una renda mediana de 26.071 $ mentre que les dones 18.594 $. La renda per capita de la població era de 14.360 $. Entorn del 14,7% de les famílies i el 18,7% de la població estaven per davall del llindar de pobresa.

## Poblacions més properes
El següent diagrama mostra les poblacions més properes.